# Singara diversalis
Singara diversalis là một loài bướm đêm trong họ Noctuidae.